# Pritchardiopsis jeanneneyi
Pritchardiopsis jeanneneyi es una especie de planta de a la familia de las palmeras (Arecaceae) y único miembro del género monotípico Pritchardiopsis . Es originario de Nueva Caledonia.

## Taxonomía
Pritchardiopsis jennencyi fue descrita por  Odoardo Beccari y publicado en Webbia 3: 132. 1910.
Etimología
Pritchardiopsis: nombre genérico compuesto por Pritchardia otro género de palmeras y el sufijo -opsis = similar, refiriéndose a la similitud con Pritchardia.
jeanneneyi: epíteto